# Geschlechtsverkehr

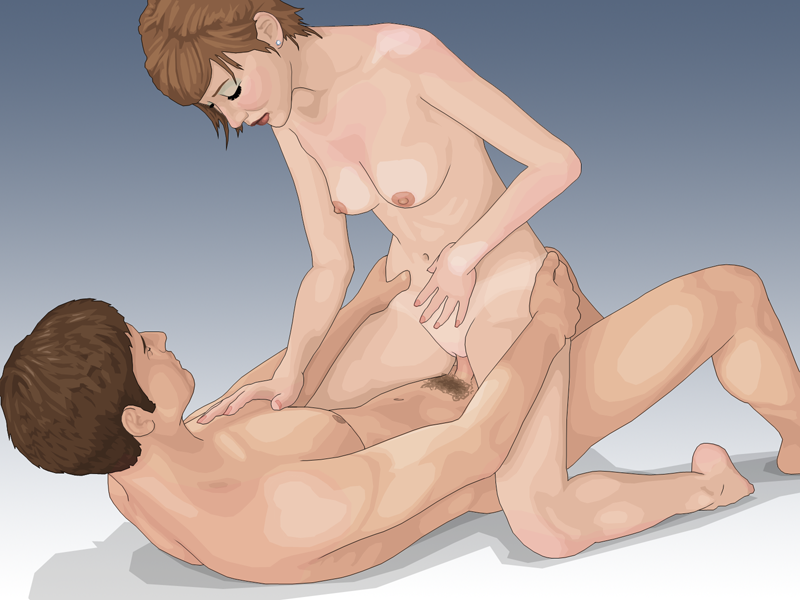
Heterosexueller Geschlechtsverkehr in einer Variante der Reitstellung

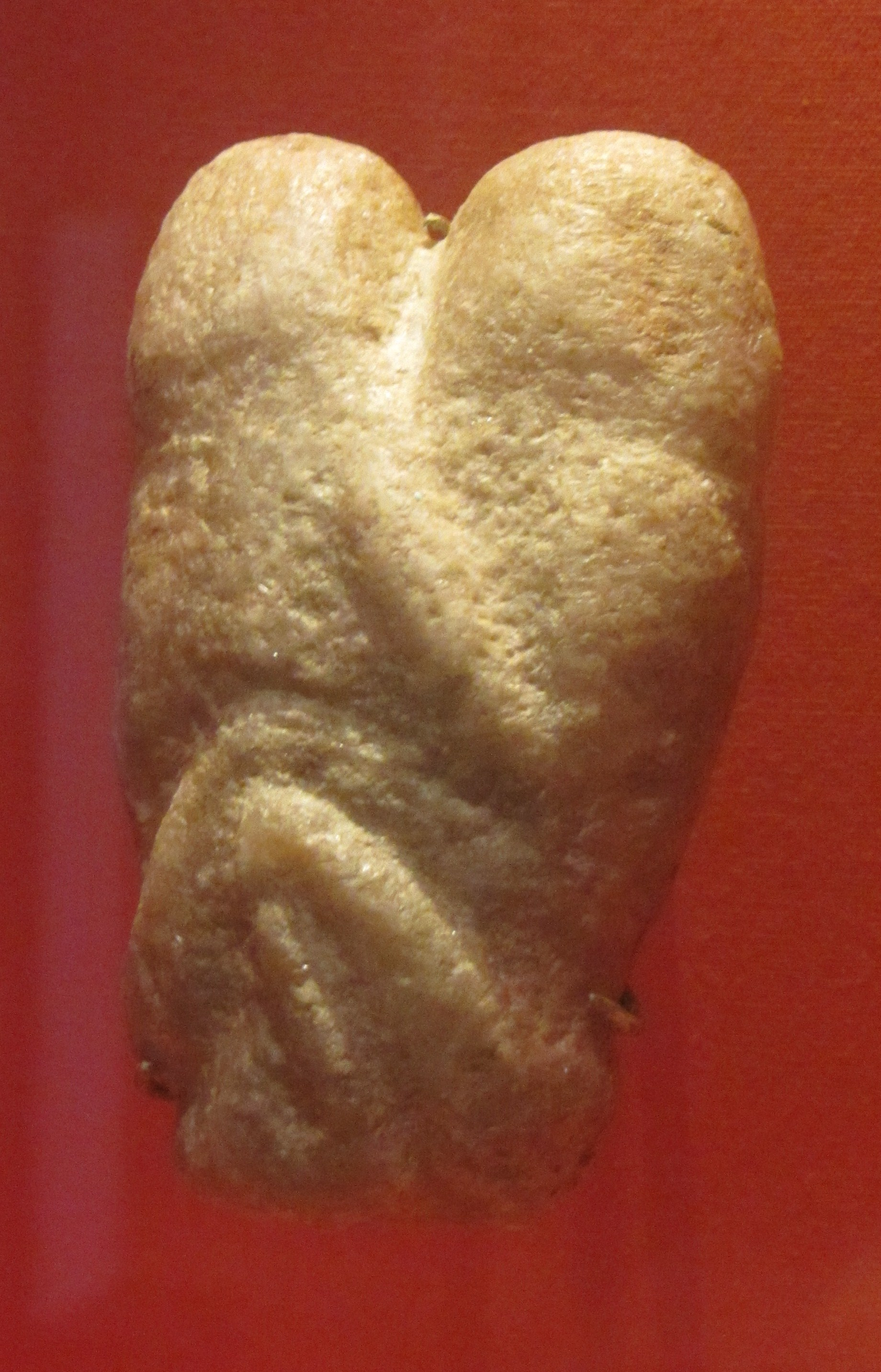
Die Liebenden von Ain Sakhri, die älteste bekannte Darstellung eines sich liebenden Paares (zirka 9000 v. Chr.)

Der menschliche Geschlechtsverkehr (auch Geschlechtsakt (von lateinisch actus ‚Antrieb, Bewegung‘), Koitus (von lateinisch coitus ‚Zusammengehen, Begattung‘), Kopulation (von lateinisch copulatio ‚Verknüpfung, Verbindung‘), Kohabitation (von lateinisch cohabitatio ‚Beisammenwohnen‘) oder Beischlaf) bezeichnet die sexuelle Vereinigung zweier Sexualpartner, die kulturhistorisch und juristisch in fast allen menschlichen Zivilisationen hauptsächlich auf Heterosexualität und Fortpflanzung ausgerichtet war. Mit zunehmender Akzeptanz gleichgeschlechtlicher Lebensentwürfe erfuhr auch die sexuelle Interaktion eine gesellschaftliche und juristische Bedeutungserweiterung, so dass auch homosexuelle und nicht-penetrative Sexualpraktiken als Geschlechtsverkehr gelten.

## Terminologie

### Fachsprachliche Begriffe
Der Geschlechtsverkehr im engeren Sinne wird fachsprachlich auch als „Beischlaf“, „Beiwohnung“, „Koitus (Coitus)“, „Kohabitation“ und „Begattung“ bezeichnet.
In manchen Bereichen wird der, früher vor allem in der Medizin verwendete, lateinische Begriff coitus verwendet oder aus Angaben übernommen, besonders mit näher definierenden Zusätzen:
- coitus per vaginam‚ Vaginalverkehr; coitus per anum oder coitus per rectum ‚Analverkehr‘; coitus per os ‚Oralverkehr‘
- coitus inter femora oder coitus in femoribus ‚Schenkelverkehr‘; Coitus a tergo‘
- coitus anticipatus ‚Beischlaf vor der Ehe‘; coitus illicitus ‚unerlaubter Verkehr‘ allgemein, auch für Blutschande; coitus damnatus ‚verdammter Beischlaf‘, oft für Blutschande; coitus contra naturam ‚widernatürlicher Verkehr‘ in fast derselben Bandbreite wie die alte Sodomie
- coitus interruptus (‚unterbrochener Geschlechtsverkehr‘), eine Methode der natürlichen Empfängnisverhütung

### Deutsche Sprache und Umgangssprache
Hochsprachlich werden häufig Begriffe wie „sich vereinigen“ oder „vereinen“, umschreibend „geschlechtlichen Verkehr haben“ oder kurz „verkehren“ verwendet. Seltener wird im übertragenen Sinne auch von „sich lieben“ gesprochen. Fachsprachlich werden die Ausdrücke „Fututio“ für den Geschlechtsverkehr und als entsprechendes Zeitwort „futuere“ benutzt. In der Sprache der Bibel heißt es „Sie erkannten einander“.
In der Umgangssprache wird unter anderem der als vulgär geltende Ausdruck „ficken“ verwendet. Aggressiv konnotiert sind seltener verwendete Begriffe wie „stoßen“ oder „knallen“. Der Begriff „vögeln“ stammt vom mittelhochdeutschen Wort vogelen ab, was „Vögel fangen“ beziehungsweise „Begatten von Vögeln“ bedeutet. Ende des 19. Jahrhunderts verbreitete sich der Ausdruck „pimpern“, der sich wohl aus dem Niederdeutschen pümpern für „[im Mörser zer]stoßen“ entwickelte.
Seit Ende der 1990er Jahre erlebt der aus dem Kölner Dialekt stammende Begriff „poppen“ einen Aufschwung; er hat vielfach den seit den 1960er Jahren gebräuchlichen Begriff „bumsen“ abgelöst, der wiederum an die Stelle des „rumsen“ der 1930er Jahre getreten war. Die letztgenannten Begriffe werden nicht als so abwertend wie „ficken“ angesehen. Das derbe „rammeln“ ist der Jägersprache entlehnt (vgl. „Rammler“). Besonders in der süddeutschen und österreichischen Umgangssprache sind die Ausdrücke „schnackseln“ und „pudern“ geläufig. Verschiedene vulgäre Bezeichnungen für den Geschlechtsverkehr (vor allem „ficken“) werden oft in der Jugendsprache für „jemanden besiegen“, „es jemandem zeigen“ oder „jemanden beleidigen“ bzw. „jemanden angreifen“ genutzt.
Bei Begriffen mit Umschreibung haben sich seit Beginn des 20. Jahrhunderts die als nicht anstößig geltenden umgangssprachlichen Phrasen „miteinander ins Bett gehen“ und „miteinander schlafen“ eingebürgert. Das „es [miteinander] treiben“ ist als umgangssprachlich verhüllende, jedoch – ähnlich wie das saloppe „[he]rummachen“ – tendenziell eher abwertende Bezeichnung einschlägig. Weniger gebräuchlich ist der aus dem Englischen („to make love“) beziehungsweise Französischen („faire l’amour“) übersetzte Ausdruck „Liebe machen“. (Im Englischen ist „to make love“ die am häufigsten verwendete nicht anstößige umgangssprachliche Phrase, um den Geschlechtsakt zu umschreiben.)

### Juristische Terminologie
Juristisch unterscheidet man zwischen:
- „Beischlaf“, oft die ältere Bezeichnung „Beiwohnen“, steht für das zumindest teilweise Eindringen des Penis in das weibliche Geschlechtsorgan, den Scheidenvorhof.
- „Eine dem Beischlaf gleichzusetzende sexuelle Handlung“ beziehungsweise „eine dem Beischlaf gleichzusetzende geschlechtliche Handlung“ ist in jedem Fall ein Oral- oder Analverkehr mit dem Penis und eine Penetration der weiblichen Geschlechtsorgane mit Fingern oder Gegenständen.
  - In Deutschland gilt das Eindringen mit Fingern oder Gegenständen in den Anus nicht als beischlafsähnliche Handlung, da dieser kein Geschlechtsteil ist.[9]
  - In Österreich fällt nach den Urteilen des Obersten Gerichtshofs seit 1990 „jede auf Befriedigung des Geschlechtstriebes gerichtete Form einer oralen, vaginalen oder analen Penetration“ darunter, damit auch anale Penetration mit Fingern („digitale Analpenetration“) und Gegenständen.[10] „Kann doch bei den notorischen Praktiken […] nicht gesagt werden, dass der After grundsätzlich nicht zur Geschlechtssphäre zählt und mithin ein sich als Eingriff in den Intimbereich mit objektiv signifikantem (wenn auch pervertiertem) Sexualbezug darstellendes […] Verhalten bei sexueller Motivation […] eine »äußerlich nicht geschlechtsbezogene Handlung« darstellt.“[11] Verschiedene Rechtsexperten sind anderer Meinung.[12] Das Reiben des Penis an einer anderen Person (Frotteur), auch mit intensiver Kopulationsbewegung, fällt nicht unter den Begriff Geschlechtsverkehr, auch nicht das Reiben des (erigierten) Gliedes an den Oberschenkeln und Samenerguss auf Gesicht oder Brust,[10] aber Cunnilingus, bei dem oft die Zunge penetriert.
  - In Liechtenstein fallen Penetration des Anus mit Finger und Gegenständen und orale Stimulation der weiblichen Geschlechtsteile darunter.[13]

Zusätzlich gibt und gab es:
- „Sexuelle Handlungen“ beziehungsweise „geschlechtliche Handlungen“ sind dagegen alles, auch abseits des Geschlechtsverkehrs, wie Petting, gegenseitige Masturbation. Handlungen ohne Körperkontakt sind zum Beispiel das Verleiten zu „geschlechtlichen Handlungen an sich selbst“, um andere zu erregen.
- „Unzucht“ ist ein veralteter Begriff für moralisch verurteilte sexuelle Handlungen außerhalb der Ehe. Er wurde bis in die frühen 1970er Jahre verwendet und hat sich noch vereinzelt in alten Vorschriften oder Verträgen gehalten. So wurde zwischen „Beischlaf mit Unmündigen“ (schwerer sexueller Missbrauch, § 206 öStGB) und „Unzucht mit Unmündigen“ (sexueller Missbrauch, § 207 öStGB) unterschieden. Die „widernatürliche Unzucht, […] zwischen Personen männlichen Geschlechts“ des deutschen § 175 von 1871 umfasste nur beischlafähnliche Handlungen und manchmal setzte man sich damit auseinander, ob an dem Penis nur geleckt, oder ob er in den Mund genommen wurde. Durch die Umformulierung auf „Mann, der mit einem anderen Mann Unzucht treibt“ von 1935 waren alle sexuellen Handlungen erfasst, ebenso bei der „gleichgeschlechtlichen Unzucht“ des österreichischen Strafrechts. „Gewerbsmäßige Unzucht“ ist ein veralteter Begriff für Prostitution.

Da das Sexualstrafrecht auch den Versuch unter Strafe stellt, muss es beim Beischlaf und bei beischlafähnlichen Handlungen nicht zum Eindringen oder gar zu einem Samenerguss gekommen sein. Entscheidend ist der auf das Eindringen gerichtete Vorsatz.
Das Alter, bis zu dem sexuelle Handlungen oder Geschlechtsverkehr generell verboten sind, wird Schutzalter genannt.
„Beiwohnung“:
- Im deutschen Bürgerlichen Gesetzbuch (BGB) ist von der Beiwohnung die Rede. Im Rahmen der gerichtlichen Feststellung der Vaterschaft wird nach § 1600d Absatz 2 Satz 1 BGB vermutet, dass derjenige Vater eines Kindes sei, der der Mutter während der Empfängniszeit beigewohnt habe. Dazu ist es nach herkömmlicher Definition ausreichend, dass es zu einer Berührung der Geschlechtsorgane in einer Weise gekommen ist, die nach den Erfahrungen der Wissenschaft eine Zeugung möglich macht. Der Begriff ist daher in diesem Fall ebenfalls nicht identisch mit Geschlechtsverkehr.
- In Österreich findet sich der Begriff aus historischen Gründen ebenfalls noch bei der Feststellung der Vaterschaft in § 163 ABGB, wo er durch Hinweis auf medizinisch unterstützte Fortpflanzung ergänzt wird, sowie beim Schadenersatz für strafbare Handlungen gegen die geschlechtliche Selbstbestimmung in § 1328 ABGB.

## Rechtliche Situation

### Generell
Der Mensch gilt biologisch als die einzige Art, die den Geschlechtsverkehr einer bewussten Willensentscheidung unterwirft.  Die Vergewaltigung – der gegen den Willen des Partners herbeigeführte Geschlechtsverkehr – ist in praktisch allen Ländern strafbar. Ebenfalls strafbar ist der sexuelle Missbrauch von Kindern sowie sexueller Missbrauch von Jugendlichen.
Einer auf das Jahr 1995 und 167 Staaten bezogenen Untersuchung zufolge waren in ca. 60 % dieser Staaten Prostitution wie auch die Beteiligung Dritter an Prostitution, z. B. das Betreiben eines Bordells, strafbar, in ca. 35 % dieser Staaten war Prostitution nicht strafbar und die Beteiligung Dritter strafbar und in ca. 5 % dieser Staaten waren Prostitution wie die Beteiligung Dritter nicht strafbar.

### Länder mit Schariarecht
In Ländern, die in ihrem Strafrecht die Scharia zugrunde legen, gilt Geschlechtsverkehr zwischen Unverheirateten als Zinā und damit als Straftat. Die drastischen Strafen für außerehelichen Geschlechtsverkehr gehen bis hin zur Todesstrafe.
In Saudi-Arabien und Iran beispielsweise durch Steinigung, wenn bei den betreffenden Personen ein Ihsān-Status vorliegt (siehe auch Hadd-Strafe).

## Heterosexueller Geschlechtsverkehr

### Biologische und physiologische Funktion

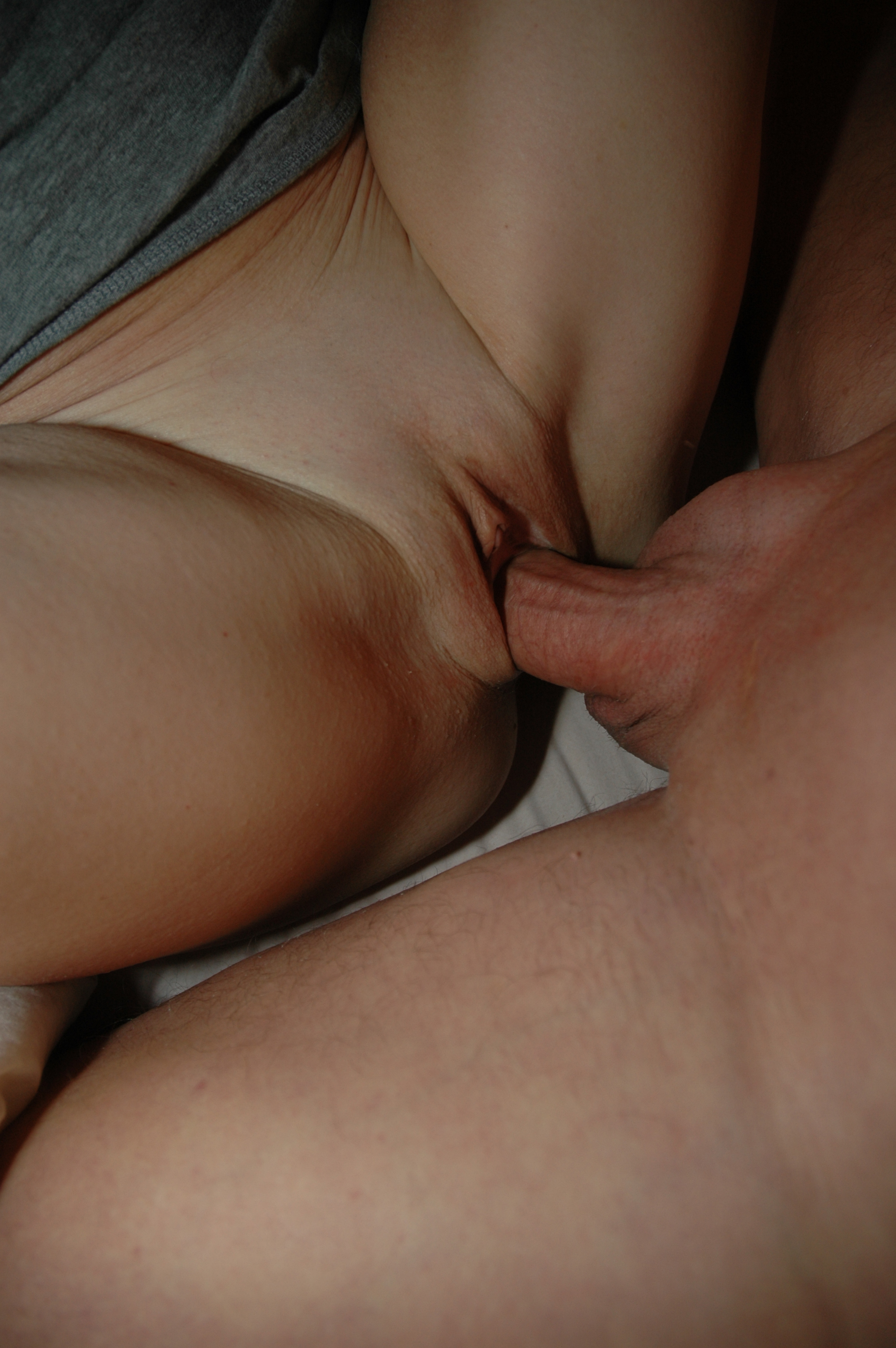
Penetration beim heterosexuellen Vaginalverkehr

Der Begriff des heterosexuellen Geschlechtsverkehrs im weiteren Sinne umfasst verschiedene Sexualpraktiken, sofern sie von einem Mann und einer Frau ausgeübt werden. Der Vaginalverkehr als Geschlechtsverkehr i. e. S. zwischen Frau und Mann mit dem Einführen des Penis in die Vagina (penil-vaginale Penetration) hat die biologische Funktion der geschlechtlichen Fortpflanzung durch Zeugung von Nachkommen mit Weitergabe der genetischen Information beider leiblicher Eltern.
Zu den physiologischen Funktionen gehört beim einvernehmlichen Vaginalsex die sexuelle Erregung beider Partner. Nach einer Phase des Ansteigens ihrer jeweiligen Erregungskurven können einer oder beide nacheinander einen Orgasmus erleben, manchmal auch gleichzeitig.

### Statistische Kennzahlen

#### Durchschnittliche Häufigkeit
Die Häufigkeit des Geschlechtsverkehrs (Koitushäufigkeit) beim Menschen hängt stark von der Stärke des individuellen Sexualtriebs und der Verfügbarkeit des Partners ab. Der Mensch verfügt über stimulierende Hormone, die, wie das Testosteron, zu verstärktem Verlangen und Risikobereitschaft führen können. Andere Aktivitäten wie Sport und intensiv betriebene Hobbys können zur Minderung des Sexualtriebs führen (siehe Sublimation). Das Stresshormon Adrenalin kann den Abbau von Sexualhormonen bis hin zur Impotenz bewirken.
Die individuelle Bandbreite variiert etwa zwischen mehrmals pro Tag und einige Mal im Jahr. Dabei kann sowohl Zufriedenheit als auch Unzufriedenheit der Partner vorliegen – es gibt somit keine Norm oder eine „gesunde“ Frequenz. Verschiedene Studienergebnisse ergaben eine durchschnittliche Häufigkeit von zwei- bis dreimal pro Woche in den meisten Liebesbeziehungen. Studien zeigen, dass die Häufigkeit des Geschlechtsverkehrs in heterosexuellen Partnerschaften stark von der Dauer der Beziehung abhängt.
In Deutschland liegt die durchschnittliche Häufigkeit des Geschlechtsverkehrs über beide Geschlechter und alle Altersgruppen bei zirka zweimal pro Woche. In den Großstädten Hamburg und Leipzig lebende Paare, die bis etwa zwei Jahre zusammen waren, hatten in den 1990er Jahren eine durchschnittliche monatliche Häufigkeit von acht bis zehn; bei einer Dauer der Beziehung zwischen 11 und 20 Jahren lag die monatliche Häufigkeit bei vier bis sechs (für Frankreich wird eine monatliche Häufigkeit von 13 zu Beginn und von 9 ab fünf Jahren Beziehung berichtet).
Forscher des Kinsey Institute for Research in Sex, Gender, and Reproduction an der Indiana University Bloomington fanden 2017 heraus, dass Menschen in den USA zwischen 18 und 29 Jahren den häufigsten Geschlechtsverkehr haben, mit durchschnittlich 112-mal pro Jahr oder entsprechend zweimal pro Woche. Hingegen haben 30- bis 39-Jährige 86-mal im Jahr Sex, was 1,6-mal pro Woche entspricht. Diejenigen in der Altersgruppe der 40- bis 49-Jährigen haben nur 69 Mal im Jahr Sex, was der Hälfte der durchschnittlichen Frequenz der 18- bis 29-Jährigen entspricht.
Der erste Geschlechtsverkehr wird oft während der Pubertät vollzogen. Eine Studie von 2008 zum Verhalten 15-jähriger aus 24 Ländern ergab, dass zwischen 14,1 % (Kroatien) und 37,6 % (England) der Befragten schon Koitus praktiziert hatten. Nach der Studie Jugendsexualität 2006 der Bundeszentrale für gesundheitliche Aufklärung haben zwölf Prozent der 14-jährigen Mädchen bereits Sex gehabt.

#### Libido und Wohlbefinden

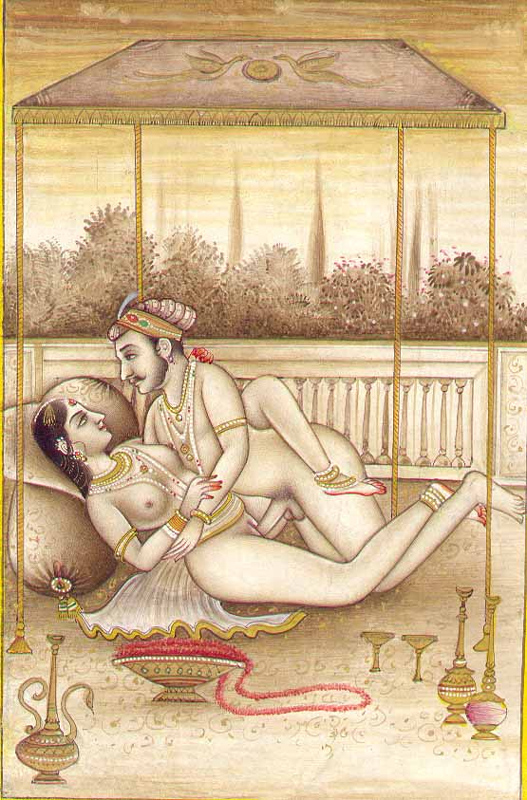
Vatsyayana Mallanaga beschreibt Techniken zur Steigerung von Lustgewinn und Wohlbefinden – altindische Darstellung des Geschlechtsverkehrs im Kamasutra.

Psychologische Studien konnten zeigen, dass Menschen beiderlei Geschlechts, die sich aus selbstbestimmter Motivation sexuell betätigen, ein positiveres psychologisches Wohlbefinden haben. Während die Teilnehmer sexuelle Aktivitäten ausübten, hatten sie ein höheres Gefühl emotionaler Erfüllung. Dies korrelierte mit einer größeren Nähe zum Partner und einer höheren Gesamtzufriedenheit in der Beziehung.
Obwohl beide Geschlechter sexuelle Aktivitäten ausübten, gab es einige Unterschiede zwischen Männern und Frauen. Frauen haben eine höhere Zufriedenheit und Beziehungsqualität als Männer durch die sexuelle Aktivität. Insgesamt kam die Forschung zu dem Schluss, dass psychologisches Wohlbefinden, sexuelle Motivation und sexuelle Befriedigung alle positiv korreliert waren, wenn Paare aus selbstbestimmten Gründen an sexuellen Aktivitäten teilnahmen.
Teenager, die ihre erste sexuelle Erfahrung im Alter von 16 Jahren gemacht haben, zeigten in einer Studie ein höheres Wohlbefinden als diejenigen, die sexuell unerfahren waren oder die erst im Alter von 17 Jahren sexuell aktiv waren. Darüber hinaus waren Jugendliche, die ihre erste sexuelle Erfahrung im Alter von 15 Jahren oder jünger hatten, oder die viele Sexualpartner hatten, nicht negativ betroffen und hatten kein geringeres Wohlbefinden.
Dabei gilt Petting als verbreitetste Form des Sexualverhaltens bei Jugendlichen und jungen Erwachsenen.
Bei Paaren, die bis zwei Jahre zusammen waren, konnten bei Männern und Frauen keine unterschiedlichen Bedürfnisse, weder in Bezug auf den Geschlechtsverkehr noch bezüglich der Zärtlichkeit, ermittelt werden; bei Frauen nahm bei Beziehungen von 3 bis 30 Jahren Dauer der Wunsch nach Sexualität von anfänglich etwa 70 % auf etwa 25 % ab; bei Männern blieb dieser Wunsch weitgehend gleichbleibend bei etwa 70 %. Demgegenüber nahm das Interesse an Zärtlichkeit bei Männern von etwa 80 auf 60 % ab, während es bei Frauen nur von knapp 100 auf etwa 90 % abnahm.
Zwischen Männern und Frauen lässt sich ein Unterschied des Koituswunsches in Abhängigkeit vom Lebensalter feststellen: Der männliche Sexualtrieb ist im Jahrzehnt nach der Pubertät am stärksten, der weibliche oft im dritten und vierten Lebensjahrzehnt. Im höheren Alter nimmt mit nachlassendem Geschlechtstrieb die Koitushäufigkeit ab. Neuere Studien legen jedoch nahe, dass regelmäßiger und befriedigender Vollzug des Geschlechtsverkehrs bis ins hohe Alter möglich ist und ältere Studien zur Koitusfrequenz im hohen Alter hinterfragt werden müssen.

#### Durchschnittliche Dauer
Die Dauer des Geschlechtsverkehrs kann von wenigen Sekunden bis zu vielen Stunden reichen. Zwischen Penetration und Ejakulation vergehen durchschnittlich fünf bis sechs Minuten. Die erste Ejakulation muss aber nicht zwingend den Endpunkt des Geschlechtsverkehrs bedeuten.
In einer multinationalen Studie untersuchten die Autoren 491 Männer in Europa und den USA. Die Männer befanden sich in stabilen heterosexuellen Beziehungen. Über einen Zeitraum von vier Wochen maßen Paare die Dauer zwischen Intromission und erster Ejakulation mit Hilfe einer Stoppuhr auf und vermerkten den Gebrauch von Kondomen. Die mittlere Dauer war unabhängig von der Verwendung von Kondomen und sank mit zunehmendem Alter (18–30: 6,5 Minuten, 31–50: 5,4 Minuten, über 51: 4,3 Minuten). Über alle Teilnehmer hinweg wies die Verteilung der Dauer eine deutliche Rechtsschiefe auf. Der Median für alle Teilnehmer betrug 5,4 Minuten, wobei der Minimalwert 0,55 Minuten, der Maximalwert hingegen 44,1 Minuten betrug.
Zu den potenziellen Problemen gehören die Gesamtstichprobengröße, der geringe Stichprobenumfang pro Land, zu wenig Beobachtungen für jeden Teilnehmer sowie psychologische Auswirkungen des Einsatzes einer Stoppuhr.

## Homosexueller Geschlechtsverkehr

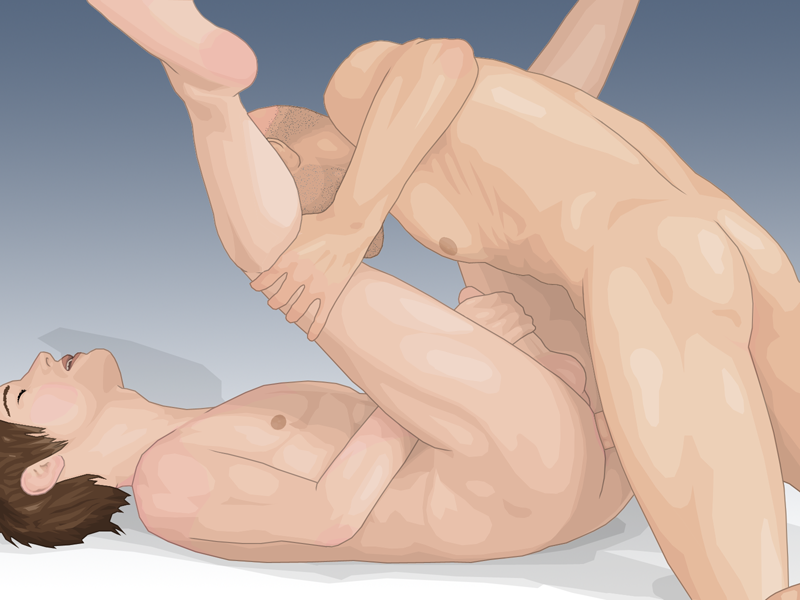
Geschlechtsverkehr zwischen zwei Männern in der Missionarsstellung

## Sozialpolitische Situation
Je nach Land und statistischer Erfassungsmethode wird der relativ geringe Prozentsatz an Menschen, die den Beischlaf mit einem gleichgeschlechtlichen Partner bevorzugen, mit unterschiedlichen Zahlenwerten angegeben. Je nach Formulierung der Frage bezeichnen sich hierzulande zwischen fünf und zehn Prozent der Menschen als LGBT (lesbisch, schwul, bisexuell oder transgender).
In Deutschland und vielen weiteren Ländern hatten Bestrebungen, der Sexualität unter gleichgeschlechtlichen Partnern im Rahmen der sexuellen Selbstbestimmung einen gleichberechtigten Status zu verleihen, Erfolg. Zunächst mussten in diesen Ländern bestehende Strafgesetze, die sich gegen gleichgeschlechtliche Sexualität richteten, abgeschafft werden. Das Strafgesetz § 175, welches in Deutschland sexuelle Handlungen unter Männern unter Strafe stellte, wurde erst 1969 und 1973 abgemildert, in der DDR wurde die Strafverfolgung Homosexueller schon 1958 eingeschränkt, die Strafbarkeit selbst durch das DDR-Strafgesetzbuch von 1968 noch einmal eingeschränkt und 1989 ganz abgeschafft. Schließlich wurde 1994 im Zuge der Rechtsangleichung nach der Wiedervereinigung auch in den alten Ländern der § 175 abgeschafft. In Österreich ist der inhaltlich ähnliche § 129 I b, der auch Frauen einschloss, schon 1971 gefallen. In vielen arabischen und afrikanischen Staaten sowie einigen Ländern in Asien und Amerika gibt es Strafgesetze gegen Homosexualität, die in einigen Ländern mit Leibesstrafen oder sogar dem Tod bestraft wird.
Zwei Frauen beziehungsweise zwei Männer können in Deutschland seit Oktober 2017, in Österreich seit 2019 und in der Schweiz seit 2022 heiraten – diese Staaten folgten damit, wie andere Länder vor ihnen, dem Beispiel der Niederlande, die die gleichgeschlechtliche Ehe schon 2001 legalisierten. Zuvor konnten in den drei Ländern gleichgeschlechtliche Paare eine eingetragene Partnerschaft begründen. Entsprechend finden freie gleichgeschlechtliche Beziehungen in vielen Gesellschaften zunehmend Anerkennung.

## Medizinische Aspekte

### Prävention gegen Infektionen
Zur Prävention gegen sexuell übertragbare Infektionen (STI) gilt Safer Sex als allgemeine Empfehlung.
Für Sex ohne diese Einschränkungen gibt es mehrere genaue Tests für STI, die in Ländern mit hohem Einkommen für die Diagnose und für das Screening auf asymptomatische Infektionen weit verbreitet sind.
Der Erwerb von STI beruht auf individuellem Sexualverhalten. Erfolgreiche Initiativen zur STI-Prävention beinhalten Maßnahmen, die auf eine Änderung des Risikoverhaltens abzielen.

### Krankheiten und Störungen
Störungen der menschlichen Libido haben primär psychische Ursachen, auch Funktionsstörungen wie der vorzeitige Samenerguss beim Mann (Prävalenz von 20 %) spielen oft eine Rolle.
Grund, den vaginalen Intimverkehr auszuüben, ist neben Lust und Freude oft ein Kinderwunsch; in diesem Falle wird manchmal ein eventuell fehlendes Verlangen – speziell zur Zeit eines berechneten oder durch Messverfahren ermittelten Eisprungtermins der Frau – bewusst überwunden. Die Koituspartner empfinden dann den Geschlechtsakt zuweilen eher als Last denn als Lust. Liegt bei Kinderwunsch eine Unfruchtbarkeit vor, kann das Sexualverhalten durch die damit verbundenen Behandlungsmaßnahmen oder daraus resultierenden psychischen Probleme störend beeinflusst werden.
Organische Fehlbildungen können den Geschlechtsakt unmöglich machen bzw. nur zwischen bestimmten Partnern zulassen, sind aber teilweise durch einen operativen Eingriff korrigierbar.
Tritt in einer Paarbeziehung eine längere Sexpause auf, kann dies ein Indikator für eine Störung der Beziehung auf einer anderen Ebene sein, insbesondere dann, wenn Stress und eine körperliche Ursache entfallen. Die Bereitschaft zum Geschlechtsverkehr kann auch als Machtmittel eingesetzt werden, nach dem Motto: Wenn der eine Partner etwas unterlässt oder etwas Bestimmtes tut, dann verweigert der andere Partner den Sexualverkehr.
Die Psychologin Felicitas Heyne sieht die Ursache unter anderem darin, dass Frauen von ihren Müttern gelernt haben, über die Sexualität Einfluss auf ihren Partner zu nehmen.

## Kulturgeschichte

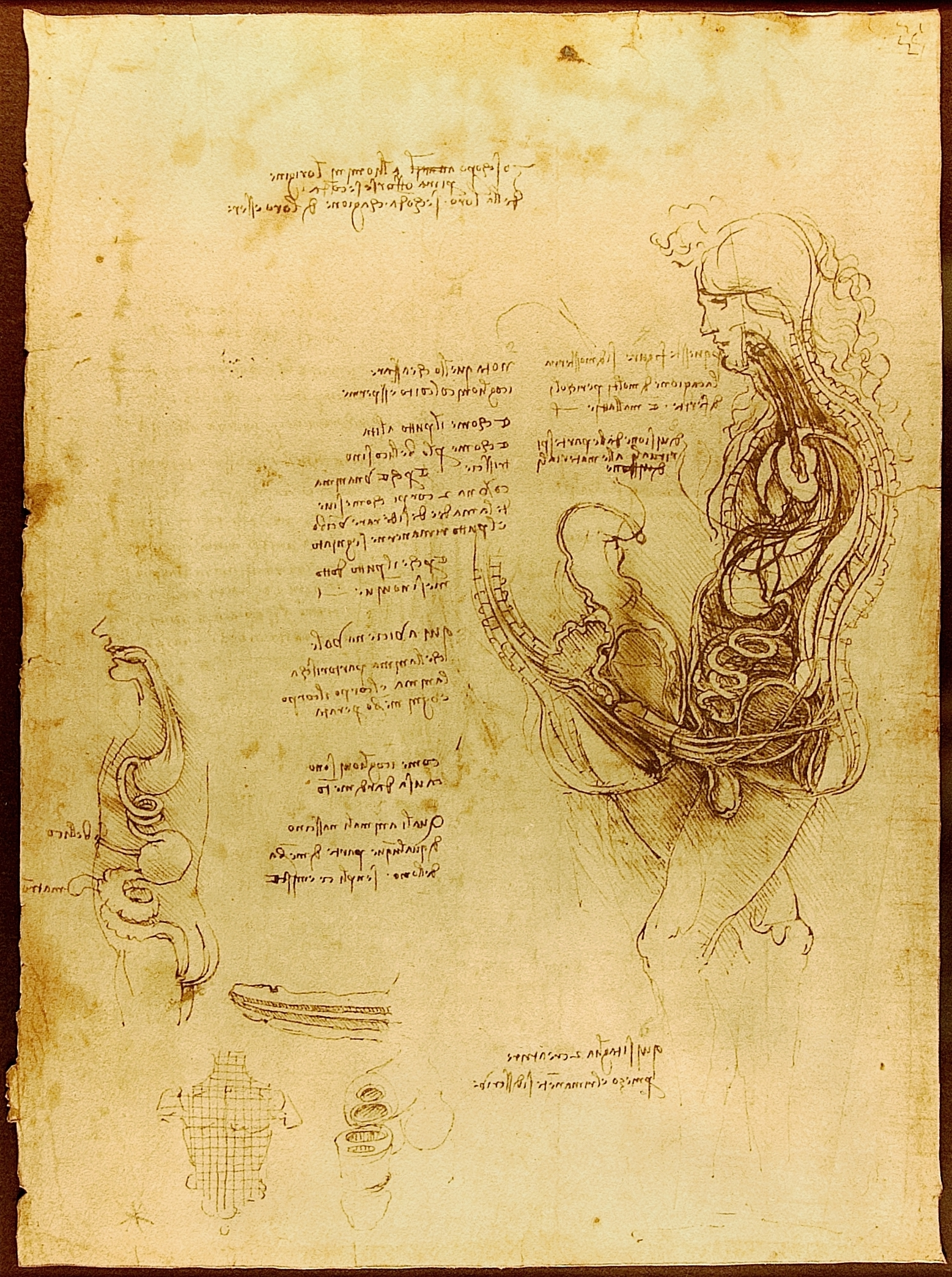
Anatomische Koitusdarstellung von Leonardo da Vinci, einem hippokratischen Text zur Zeugung folgend, das Eindringen des Penis in die Scheide darstellend. Quaderni III, Blatt 3v, um 1493

Wegen seiner Fortpflanzungsfunktion wird der Geschlechtsverkehr zu allen Zeiten und in allen Gesellschaften als physiologischer und normativer Akt des Sexuallebens zwischen Mann und Frau angesehen.
Je nach Sexualmoral kann eventuell die Ehe zwischen den Sexualpartnern als moralische Vorbedingung für den Geschlechtsverkehr angesehen werden und vorehelicher Geschlechtsverkehr geächtet sein, auch wenn er aus medizinischer Sicht im Allgemeinen als unbedenklich galt und im Mittelalter und der Frühen Neuzeit sogar als wünschenswert und wie schon in der Antike als gesundheitsfördernd von den Ärzten, weniger von der Geistlichkeit, angesehen wurde.
In der Antike hingegen wurde, da der Ursprung des Spermas im Gehirn vermutet wurde, allzu häufiges Ejakulieren mit einem Verlust an Hirnmasse in Verbindung gebracht – eine Vorstellung, die sich bis ins Mittelalter (und länger) gehalten hatte. Außerdem wird in vielen Gesellschaften der Geschlechtsverkehr zwischen engen Verwandten (Inzest) als unmoralisch geächtet. Neben der unterschiedlichen gesellschaftlichen Einordnung wird der Koitus sowohl vom Mann als auch von der Frau in der Regel als Teil des umfassenderen Sexuallebens verstanden, das daneben auch andere Formen körperlicher Zärtlichkeiten umfasst.
Geschlechtsverkehr wird oft Sex genannt, wobei dieser Begriff aber noch viele andere Bedeutungen hat und sich im weiteren Sinne auf alle zwischenmenschlichen Handlungen bezieht, die der sexuellen Befriedigung dienen. Der Umgang mit sexuell relevanten Begriffen und den mit ihnen verbundenen Praktiken und Ideen ist infolge besserer Aufklärung in den letzten Jahrzehnten liberaler geworden. Durch die modernen Methoden der Empfängnisverhütung und gewandelte Moralvorstellungen wurde die menschliche Sexualität in hohem Maße von der Fortpflanzungsfunktion entkoppelt. Sie gilt in einigen Kulturen vorwiegend als Vergnügen mit starker sozialer wie auch gesundheitsfördernder Funktion.
Darstellungen von Koituspositionen finden sich beispielsweise in sogenannten chinesischen Kissenbüchern.